# Schlotheimia ventrosa
Schlotheimia ventrosa är en bladmossart som beskrevs av C. Müller 1849. Schlotheimia ventrosa ingår i släktet Schlotheimia och familjen Orthotrichaceae. Inga underarter finns listade i Catalogue of Life.